# Astrální cestování

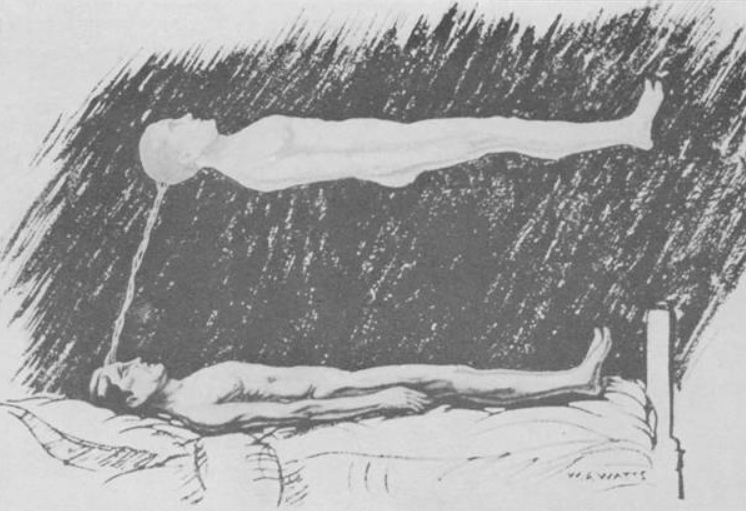
Astrální tělo oddělené od fyzického na kresbě Herewarda Carringtona a Sylvana Muldoona, 1921

Astrální cestování, též astrální projekce, je, podle různých esoterických učení, cestování astrálního těla skrze astrální rovinu, prosté fyzických omezení. Koncept astrálního cestování vychází z raného učení Theosofické společnosti, později byl rozvinut například Hermetickým řádem Zlatého úsvitu, především jeho členem Samuelem Liddellem Mathersem. Pro existenci astrálního těla, a jeho schopnosti cestovat, však nejsou žádné důkazy. Astrální cestování lze řadit do širší kategorie mimotělních zkušeností.
Milan Nakonečný astrální tělo připodobňuje egyptskému konceptu ba „duše, duchovní dvojník“, židovskému a kabalistickému nefeš „duše, životní síla“ nebo Paracelsově evestru a siderickému „hvězdnému“ tělu.

## Teosofie
Koncept astrálního těla vytvořila Helena Petrovna Blavatská, zakladatelka Theosofické společnosti, k čemuž se inspirovala v románu A Strange Story Edwarda Bulwer-Lyttona z roku 1862, který byl inspirován konceptem živočišného magnetismu Franze Mesmera. Podle románu má každý jedinec tři úrovně: fyzickou, mentální a duchovní-duši. První z dvou úrovní jsou hmotné, v případě mentální úrovně jde však o jemnější hmotu než je hmota běžná, zde leží počátek konceptu „jemnohmotných těl“. Víra v existenci duchovní hmoty však nebyla v té době nezvyklá. Co se inspirace týče, Blavatská sama na podobnost svého a Bulwer-Lyttonova konceptu upozorňovala a jeho dílo označovala za živý a krásný popis rozdílu mezi „životním principem lidí a zvířat“.
Blavatská ve svém díle Isis Unveiled z roku 1877 převzala tento trojný koncept, druhé z těl, které nazvala astrálním, však spojila navíc s emocemi. Astrální tělo se má podobat fyzickému, je však od něj oddělené a není limitováno jeho omezeními, může tak cestovat na dlouhé vzdálenosti v prostoru, ale také v čase. Jedinec, který byl schopen ovládat své astrální tělo, tvořené jeho myšlenkami a city, byl chápán jako osvobozený a na vrcholu možností okultismu.
Koncept astrálního cestování se objevoval především v rané teosofii. V druhé polovině 80. let 19. století však počalo být zjevné že Blavatská nezvládá naplnit své sliby týkající se vyučování praktického okultismu, čemuž následovalo stěhování společnosti do Indie v roce 1879. V Indii Theosofická společnost změnila svůj cíl z vyučování magických praktik na dosažení duchovní osvícení a přijala a přizpůsobila do svého učení mnoho hinduistických a buddhistických konceptů, a astrální cestování bylo nadále přisuzováno pouze mahátmům, údajným mistům a učitelům Blavatské. Zároveň byla trojná koncepce rozpracováno do koncepce sedmi funkcí, kde vedle astrálního těla, nově nazýváného také linga-sarira, figuruje také „životní princip“ nebo kámarúpa, která má obsahovat živočišné touhy a vášně. Obecně došlo v teosofickém učení k snížení důrazu na emoce, které se nově měly spíše ovládat a utlumovat než osvobozovat. Zájem o naučení astrálnímu cestování však stále zůstával živý mezi americkými členy organizace, což nakonec vedlo Blavatskou k založení Esoterické sekce Theosofické společnosti, snad také částečně v reakci na vzestup britského Hermetického řádu Zlatého úsvitu, orientované více na praktický okultismus.